# 塞納河上的船屋
《坚定不移》（法語：Sur l’Adamant）2023年上映的法国纪录片，由尼可拉斯·菲力柏特执导，介绍了漂浮在巴黎塞纳河的成年精神病患者日托中心。电影于2023年2月24日在第73屆柏林影展全球首映，获金熊奖。电影还获得纪录片奖提名。定于2023年4月19日在法国上映。

## 梗概
在巴黎塞纳河右岸夏爾·戴高樂橋的桥底，有一家名为“坚定不移”（L'Adamant）的日托中心。该中心接待巴黎第一区到第四区的成年精神病患者，按照时间和空间编排患者的日常作息，以讲习班与社会心理康复支持的手段帮助患者，让他们在社会上重新站稳脚跟。中心服务团队角色齐全，涵盖精神科医生、心理学家、护士、职业治疗师、专业教育工作者、心理运动专家、护理协调员、医院工作人员，以及从外部聘请的艺术家和艺术治疗师。

## 发行
电影于2023年2月24日在第73屆柏林影展全球首映，入选主竞赛单元，2023年3月29日在法国上映。

## 反响
《荷里活報道》的乔丹·明策（Jordan Mintzer）认为电影“巧妙地观察素人艺术家”，从而动人地证明在找到合适地方的条件下，人们会发挥出特长。
《综艺》的盖·洛奇（Guy Lodge）表示：“《坚定不移》或许无法重现菲尔伯特过往的跨界成就，但却温暖地提醒大家他有独特天赋。”
《欧洲电影》（Cineuropa）的法比安·勒梅西尔（Fabien Lemercier）对导演表示赞赏：“菲尔伯特的方法灵活且自然，既有条不紊，又富有诗意，展示出其对人文和电影摄影的深刻理解，在人们需要找到人际关系连接的正确钥匙的环境中，为大家建立了平滑、朴素的链接。”
《银幕日报》的乔纳森·罗姆尼（Jonathan Romney）认为电影“引人入胜、正面”，与弗雷德里克·怀斯曼更为超然的方法截然相反。他表示：“电影更多是在讲人物和人的存在，而不是机构的整体运作。”

## 奖项
| 大奖           | 颁奖日期      | 奖项                     | 获得者       | 结果 | 参考         |
| -------------- | ------------- | ------------------------ | ------------ | ---- | ------------ |
| 柏林国际电影节 | 2023年2月26日 | 金熊奖                   | 《坚定不移》 | 獲獎 | [ 3 ]        |
| 柏林国际电影节 | 2023年2月26日 | 柏林纪录片奖             | 《坚定不移》 | 提名 | [ 4 ] [ 12 ] |
| 柏林国际电影节 | 2023年2月26日 | 天主教人道精神奖特别提及 | 《坚定不移》 | 獲獎 | [ 13 ]       |